# O (álbum)
O es el nombre del álbum debut de Damien Rice. Fue lanzado el 1° de febrero de 2002 en Irlanda e Inglaterra. El álbum está dedicado al mejor amigo de Rice, Mic Christopher, quien falleció de una herida en la cabeza en 2001.
Rice quería hacer el álbum sin el apoyo de una gran discográfica, debido a su creencia de que esto comprometería sus trabajos futuros, forzándolo a moverse en direcciones que el no querría.
El video para la canción "Volcano" llegó en los Estados Unidos al Top 20 del canal VH1 en octubre de 2003.

## Antecedentes
Damien Rice fue, previamente, miembro de la banda Juniper, y después de su separación debida a cambios en la dirección creativa, él tómo un año sabático en la Italia rural, antes de regresar a Irlanda. Se reuniría con su primo segundo, el compositor David Arnold quien estaba impresionado al escuchar las canciones de Rice y mandó, sin éxito, el demo de Rice a compañías editoras de música. Frustrado, Arnold trabajó con Rice en montar un equipo de grabación para hacer el álbum de manera independiente. Él detalla que recibió un préstamo de $500 de su padre, que serían perdonados a la hora de completar el álbum. El proceso de grabación incluyó cantantes de ópera, cantos Gregorianos, y una fuerte influencia de Lisa Hannigan, quien era en ese entonces la compañera personal y profesional de Rice.

## Otros artistas
- Matt Corby, concursante de Australian Idol 2007 hizo una versión de "The Blower's Daughter" durante la semana acústica.
- Diana Vickers, concursante del programa inglés X Factor, también hizo una versión de "The Blower's Daughter" durante su primer audición.
- La cantante Anneke van Giersbergen realizó un cover de "The Blower's Daughter" junto a Danny Cavanagh para su álbum "Pure Air".

## Films y televisión
- "The Blower's Daughter" fue incluida en el film Closer de 2004.
- "Cold Water" fue incluida en el film I Am David de 2003 y en los créditos finales del film Stay de 2005.
- "Delicate" fue utilizada en los créditos finales de un episodio de la serie de televisión House M. D. y en el episodio ...In Translation de la serie Lost. Además, fue usado en el quinto episodio de la serie Misfits.
- "Cannonball" fue incluido en el film In Good Company de 2004.
- "Delicate" se utilizó casi en su totalidad para musicalizar una escena de la cuarta parte de  La Casa de Papel de 2020.

## Listado de temas
Todas las canciones escritas por Damien Rice, excepto en donde se especifique.

1. "Delicate" – 5:12
2. "Volcano" – 4:38
3. "The Blower's Daughter" – 4:44
4. "Cannonball" – 5:10
5. "Older Chests" – 4:46
6. "Amie" – 4:36
7. "Cheers Darlin'" – 5:50
8. "Cold Water" – 4:59
9. "I Remember" – 5:31
10. "Eskimo" – 16:07
  - "Prague" at 7:07 (Pista oculta)
  - "Silent Night" at 14:09 (Pista oculta) (Lisa Hannigan)

## Lanzamientos
Luego del lanzamiento inicial, y debido a su éxito, fue reeditado varias veces con materiales adicionales.
- 2003 – incluye un DVD
- 2004 – incluye un remix de la canción "Cannonball"
- 2004 – doble álbum: O y B-Sides
- 2005 – incluye "Cannonball" (Remix) y "Unplayed Piano"

## Personal
- Damien Rice – bajo, clarinete, guitarra, percusión, batería, voz, producción.
- Caz – yembe
- Doreen Curran – mezzo soprano
- Nicholas Dodd – conducción
- Shane Fitzsimons – bajo
- Lisa Hannigan – segunda voz, piano
- Mark Kelly – guitarra eléctrica
- Vyvienne Long – chelo
- Colm Mac Con Iomaire – violín
- Conor Donovan – timpani / percusión
- Jean Meunier – improvisación, piano
- Tom Osander – percusión, batería